# Lars Boom
Lars Anthonius Johannes Boom (* 30. prosince 1985 Heusden) je nizozemský profesionální cyklista, cyklokrosař a silničář, který vyhrál v roce 2008 mistrovství světa v cyklokrosu italském Trevisiu. Je také vítězem mistrovství světa v cyklokrosu juniorů 2003 a mistrovství světa v cyklokrosu do 23 let 2007. Jezdil za nizozemskou stáj Belkin a za kazašský Astana Team, od roku 2017 je členem Team LottoNL–Jumbo. V roce 2008 také vyhrál mistrovství Holandska v silničním závodě a v časovce jednotlivců, mistrem země v cyklokrosu byl šestkrát za sebou v letech 2007 až 2012. Vyhrál silniční etapové závody Kolem Belgie 2009, Kolem Británie 2001 a Eneco Tour 2012, na Tour de France získal jedno etapové vítězství v roce 2014.